# Echteld
Echteld (Betuws: Eggelt), is een dorp in de gemeente Neder-Betuwe, in de Nederlandse provincie Gelderland. Het ligt iets ten oosten van Tiel en heeft ca. 1.065 inwoners.

## Geschiedenis
In 1178 wordt Echtelte voor het eerst genoemd. De plaats was een dagelijkse heerlijkheid. In 1271 was er al sprake van het kasteel Wijenburg, genoemd naar het geslacht van Wijhe dat vijf eeuwen lang het kasteel in bezit had. De Oudmunster in Utrecht zou in 1139 de rechten op de tienden en cijnsen van Echteld hebben ontvangen.
De kerk is in de 12e eeuw gebouwd en in de 14e eeuw uitgebreid met een koor.
De gemeente Echteld ontstond op 1 januari 1818 uit de gemeente Ochten. IJzendoorn werd toen een zelfstandige gemeente en de naam van het overige deel van de gemeente werd veranderd in Echteld. Op 1 mei 1923 werd IJzendoorn weer bij Echteld gevoegd. Per 1 januari 2002 werden de gemeenten Kesteren, Dodewaard en Echteld samen gevoegd tot een fusiegemeente onder de werknaam Kesteren. Op 1 april 2003 werd de naam van de nieuwe gemeente Neder-Betuwe. Het gemeentehuis van Echteld stond in Ochten.

## Verkeer en vervoer
- Echteld ligt langs de A15 bij afrit 34.
- Langs het dorp loopt de N323. Deze gaat via de Prins Willem-Alexanderbrug naar het Land van Maas en Waal.
- Parallel aan de A15 loopt de Betuweroute.
- Echteld had van 1 november 1882 tot 15 mei 1938 een eigen station aan de Betuwelijn.

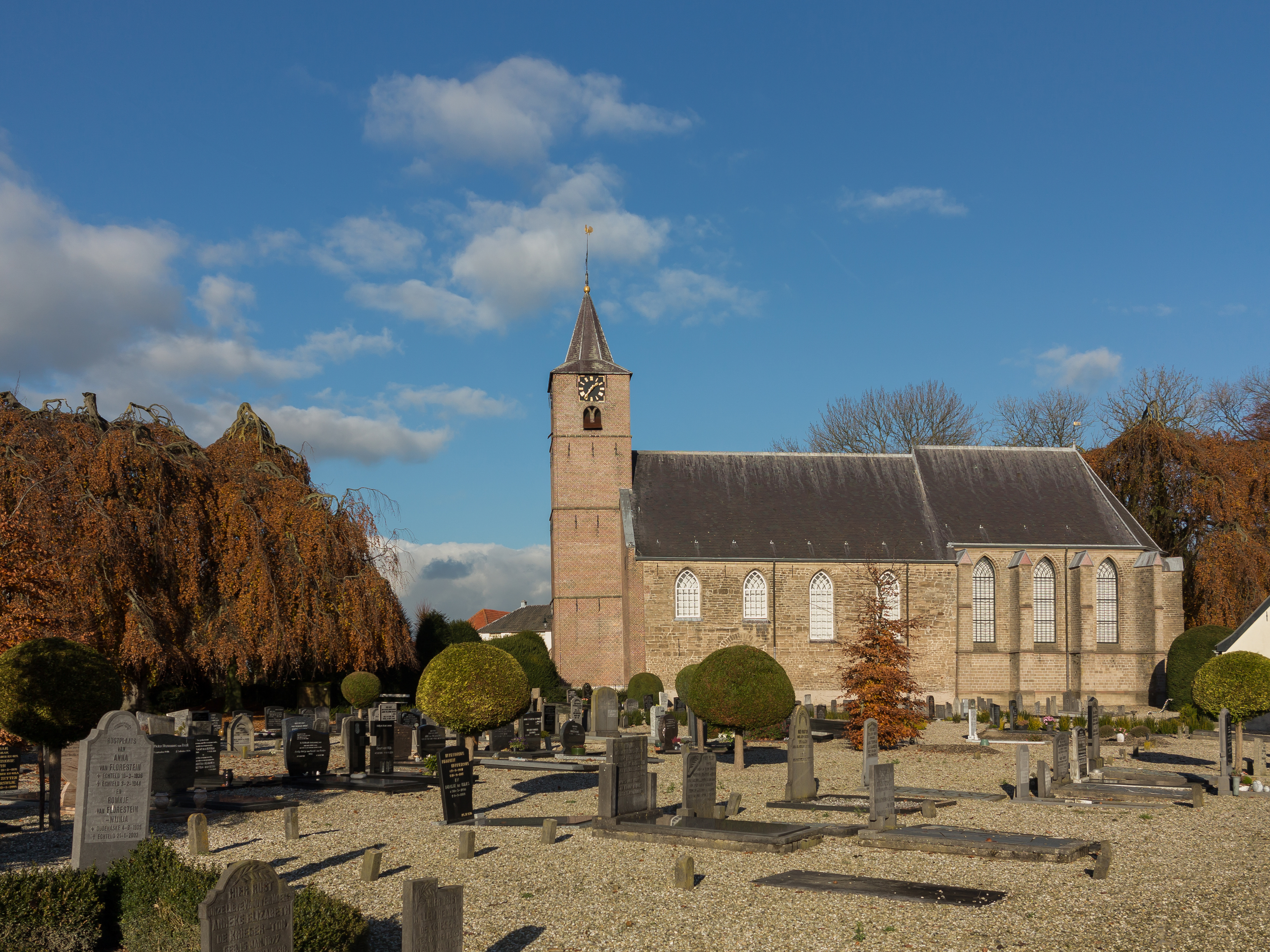
Hervormde kerk

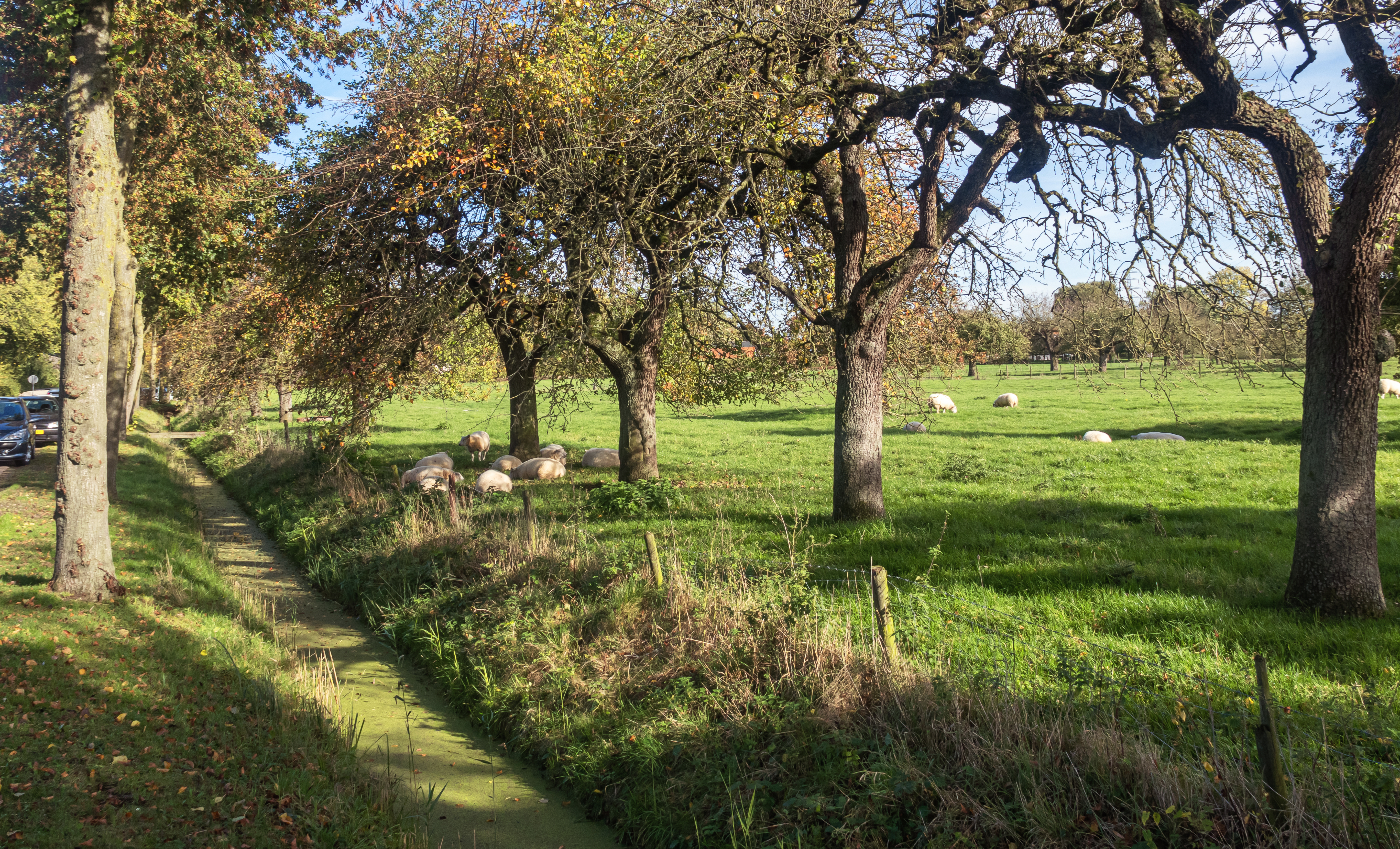
Schapen onder de bomen bij de Ooisestraat

## Scholen
Echteld heeft één basisschool, de Prins Willem Alexanderschool. Kortweg PWA.

## Sportverenigingen
Echteld huisvest enkele sportverenigingen, te weten:
- Sportvereniging s.v. VOLO
- Voetbalvereniging VV Echteld
- Bridgeclub Midden Betuwe